# Myospalax aspalax
Myospalax aspalax là một loài động vật có vú trong họ Spalacidae, bộ Gặm nhấm. Loài này được Pallas mô tả năm 1776.